# Plagithmysus modestus
Plagithmysus modestus là một loài bọ cánh cứng trong họ Cerambycidae.